# Pecluma sanctae-mariae
Pecluma sanctae-mariae là một loài dương xỉ trong họ Polypodiaceae. Loài này được L.A. Triana-Moreno mô tả khoa học đầu tiên năm 2011.
Danh pháp khoa học của loài này chưa được làm sáng tỏ. 